# 克拉普庫羅山
46°39′26″N 9°37′33″E / 46.65716°N 9.62575°E

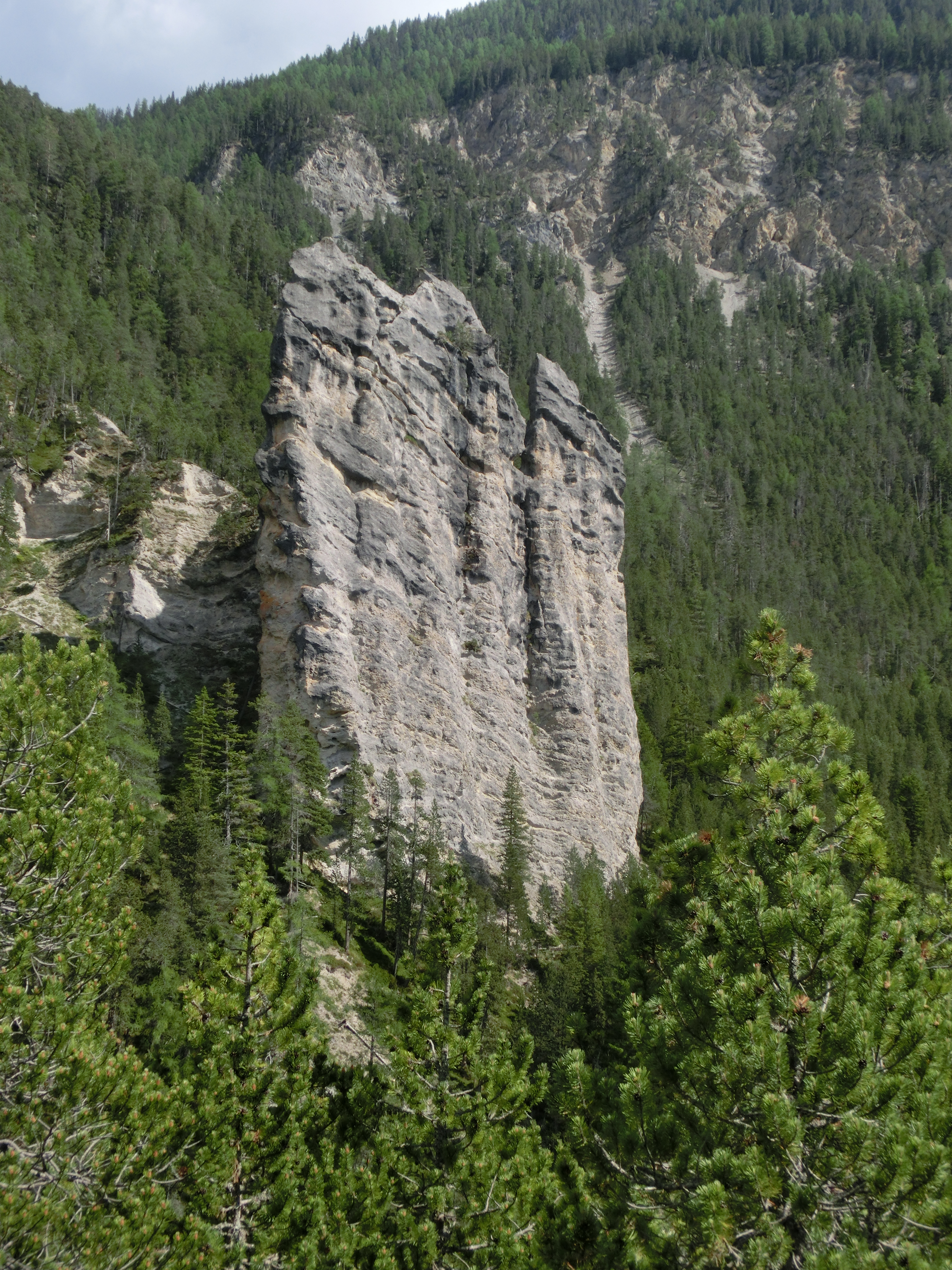

克拉普庫羅山（Crap Furo），是瑞士的山峰，位於該國東南部的Crap Furo自然森林保护区，由格勞賓登州負責管轄，屬於阿爾布拉山脈的一部分，距離米特格爾峰0.1公里，海拔高度1,204米，每年平均降雨量1,729毫米。